# Zbrodnia w Gajach Wielkich
Zbrodnia w Gajach Wielkich – zbiorowe zabójstwo Polaków połączone z podpalaniem budynków i grabieżą mienia, dokonane 27 marca 1945 roku we wsi Gaje Wielkie, położonej w byłym powiecie tarnopolskim województwa tarnopolskiego, przez oddział Ukraińskiej Powstańczej Armii.

## Przed zbrodnią
W grudniu 1944 roku sprawcy określani przez świadków jako banderowcy zabili w Gajach Wielkich 10 osób z rodzin Czarnieckich i Kopców. Według sprawozdania Komitetu Ziem Wschodnich na początku 1945 roku Ukraińcy rozwiesili we wsi plakaty wzywające Polaków do opuszczenia miejscowości pod groźbą śmierci. Spowodowało to ucieczkę części ludności polskiej do Tarnopola.

## Przebieg zbrodni
27 marca 1945 roku oddział UPA, wspomagany przez ukraińskich cywili z okolicznych wsi, zaatakował polskie zagrody w Gajach Wielkich. Przy użyciu broni palnej zabijano spotkanych Polaków. W domu Józefa Barutowicza ocalała Polka, ukryta za łóżkiem, która słyszała, jak sprawcy sprawdzają, czy zabili wszystkich domowników. Ponadto dokonywano zaboru mienia, część polskich zabudowań spalono. Mord w następujących słowach wspominał w swoim pamiętniku ks. Józef Anczarski: „…w dniu w którym przyjeżdżam do Tarnopola, miasto przeżywa bolesną sensację. W pobliskich Gajach Wlk., należących do parafii tarnopolskiej, wymordowano ostatniej nocy 60 osób. Sześćdziesiąt osób za jednym zamachem. Ustawić obok siebie 60 trumien! Mdło się robi człowiekowi. Przerażenie ogarnia mieszkańców wiosek”.
Zabito także młodą Ukrainkę, która ostrzegła mieszkankę wsi, Szpilską, przed napadem. Grzegorz Hryciuk ocenia liczbę zabitych na 60 osób. Grzegorz Rąkowski, Henryk Komański i Szczepan Siekierka uważają, że zginęło 68 osób, w tym 8 porwanych i zaginionych bez wieści.